# Lijst van Alarmschijven in 1975
Deze hits waren in 1975 Alarmschijf bij de TROS op Hilversum 3:
| Nr. | Datum        | Artiest                         | Titel                                                  | Hoogste positie in Top 40 |
| --- | ------------ | ------------------------------- | ------------------------------------------------------ | ------------------------- |
| 267 | 4 januari    | Labelle                         | 'Voulez-Vous Coucher Avec Moi Ce Soir (Lady Marmalade) | 1(4wk)                    |
| 268 | 11 januari   | Gloria Gaynor                   | Never can say goodbye                                  | 7                         |
| 269 | 18 januari   | Guess Who                       | Dancin' Fool                                           | 23                        |
| 270 | 25 januari   | André van Duin                  | De sambaballensamba                                    | 4                         |
| 271 | 1 februari   | Sailor                          | Sailor                                                 | 2                         |
| 272 | 8 februari   | Sweet Sensation                 | Purely By Coincedence                                  | 8                         |
| 273 | 15 februari  | Octopus                         | My Special Angel                                       | 18                        |
| 274 | 22 februari  | Golden Earring                  | Ce Soir                                                | 5                         |
| 275 | 1 maart      | Squallor                        | Bla Bla Bla Je T'aime                                  | 32                        |
| 276 | 8 maart      | Teach-In                        | Dinge-dong                                             | 3                         |
| 277 | 15 maart     | The Osmonds                     | Having A Party                                         | 20                        |
| 278 | 22 maart     | Long Tall Ernie and the Shakers | Get Yourself Together                                  | 9                         |
| 279 | 29 maart     | The Sweet                       | Fox on the Run                                         | 2                         |
| 280 | 5 april      | Lucifer                         | House for sale                                         | 4                         |
| 281 | 12 april     | Joost Nuissl                    | Ik ben blij dat ik je niet vergeten ben                | 7                         |
| 282 | 19 april     | Guys 'n' Dolls                  | There's a whole lot of loving                          | 7                         |
| 283 | 26 april     | Minnie Riperton                 | Lovin' You                                             | 9                         |
| 284 | 3 mei        | Julio Iglesias                  | Manuela                                                | 16                        |
| 285 | 10 mei       | Maddog                          | My Morning Sun                                         | 28                        |
| 286 | 17 mei       | Ramses Shaffy                   | We zullen doorgaan                                     | 13                        |
| 287 | 24 mei       | Slade                           | Thanks For The Memory                                  | 24                        |
| 288 | 31 mei       | Holland                         | Magic Mary                                             | 21                        |
| 289 | 7 juni       | ABBA                            | S.O.S.                                                 | 2                         |
| 290 | 14 juni      | Tammy Wynette                   | Stand By Your Man                                      | 1(2wk)                    |
| 291 | 21 juni      | Morris Albert                   | Feelings                                               | 22                        |
| 292 | 28 juni      | Maggie MacNeal                  | Nothing else to do                                     | 25                        |
| 293 | 5 juli       | Syreeta                         | Harmour Love                                           | 25                        |
| 294 | 12 juli      | Eagles                          | One Of These Nights                                    | 5                         |
| 295 | 19 juli      | Smokey                          | If You Think You Know How To Love Me                   | 15                        |
| 296 | 26 juli      | Johnny Nash                     | Tears on my pillow (I can't take it)                   | 4                         |
| 297 | 2 augustus   | Tumbleweeds                     | Somewhere Between                                      | 2                         |
| 298 | 9 augustus   | José Luis Perales               | Y Te Vas                                               | 26                        |
| 299 | 16 augustus  | Nico Haak en de Paniekzaaiers   | Doedelzakke-Pakkie                                     | 10                        |
| 300 | 23 augustus  | Lucifer                         | Scarlet Lady                                           | 21                        |
| 301 | 30 augustus  | Billie Jo Spears                | Blanket on the Ground                                  | 13                        |
| 302 | 6 september  | Manfred Mann's Earth Band       | Spirits In The Night                                   | 15                        |
| 303 | 13 september | Miracle Workers                 | Something                                              | 17                        |
| 304 | 20 september | Tabou Combo                     | New York City                                          | 22                        |
| 305 | 27 september | Spooky & Sue                    | I've Got The Need                                      | 8                         |
| 306 | 4 oktober    | Gilbert O'Sullivan              | I Believe It When I See It                             | 11                        |
| 307 | 11 oktober   | Piet Veerman                    | Rollin' on a river                                     | 9                         |
| 308 | 18 oktober   | Dave                            | Dansez maintenant                                      | 1(2wk)                    |
| 309 | 25 oktober   | KC & the Sunshine Band          | That's the Way (I Like It)                             | 1(2wk)                    |
| 310 | 1 november   | Earth & Fire                    | Thanks For The Love                                    | 8                         |
| 311 | 8 november   | Peoples Choice                  | Do it any way you wanna                                | 4                         |
| 312 | 15 november  | Penny McLean                    | Lady Bump                                              | 5                         |
| 313 | 22 november  | Rosy & Andres                   | Sausolito                                              | 6                         |
| 314 | 29 november  | David Bowie                     | Space Oddity                                           | 4                         |
| 315 | 6 december   | Simon & Garfunkel               | My Little Town                                         | 14                        |
| 316 | 13 december  | Hot Chocolate                   | You sexy thing                                         | 5                         |
| 317 | 20 december  | Francis Goya                    | Nostalgia                                              | 4                         |
| 318 | 27 december  | David Bowie                     | Golden Years                                           | 6                         |

1969 ·
1970 ·
1971 ·
1972 ·
1973 ·
1974 ·
1975 ·
1976 ·
1977 ·
1978 ·
1979 ·
1980 ·
1981 ·
1982 ·
1983 ·
1984 ·
1985 ·
1986 ·
1987 ·
1988 ·
1989 · 
1990 · 
1991 · 
1992 · 
1993 · 
1994 · 
1995 · 
1996 · 
1997 · 
1998 · 
1999 · 
2000 · 
2001 · 
2002 · 
2003 · 
2004 · 
2005 · 
2006 · 
2007 · 
2008 · 
2009 ·
2010 ·
2011 ·
2012 ·
2013 ·
2014 ·
2015 ·
2016 ·
2017 ·
2018 ·
2019 ·
2020 ·
2021 ·
2022 ·
2023 ·
2024 ·
2025